# Ityraea electa
Ityraea electa är en insektsart som först beskrevs av Melichar 1901.  Ityraea electa ingår i släktet Ityraea och familjen Flatidae. Inga underarter finns listade i Catalogue of Life.